# ماتوري
ماتوري (بالإنجليزية: Matoury)‏ هي إحدى بلديات دائرة كايين بغويانا الفرنسية، وهي تشكل الضاحية الجنوبية من العاصمة كايين، ويقع بها مطار كيين - فليكس إبوي، أهم مطارات غويانا الفرنسية ز
1. 1 2  الدليل الجغرافي للبلديات، المعهد الجغرافي الوطني، QID:Q20894925
2. ↑  Populations légales 2022 (بالفرنسية), Institut national de la statistique et des études économiques, 19 décembre 2024, QID:Q131560738 {{استشهاد}}: تحقق من التاريخ في: |publication-date= (help)
3. ↑  Base officielle des codes postaux (بالفرنسية), La Poste, 1er octobre 2018, QID:Q66049091 {{استشهاد}}: تحقق من التاريخ في: |publication-date= (help)
4. ↑  GeoNames (بالإنجليزية), 2005, QID:Q830106